# 里弗賽德 (密西西比州拉法葉縣)
里弗賽德（英語：Riverside）是位於美國密西西比州拉法葉縣的鬼鎮。

## 地理
里弗賽德所處的海拔為高於海平面90米（即295英呎），而該地所採用的時區為UTC-6，即北美中部時區（CST）。同時該地設有夏令時間，為UTC-6調快一小時，即UTC-5（CDT）。